# Suezichthys devisi
Suezichthys devisi är en fiskart som först beskrevs av Whitley, 1941.  Suezichthys devisi ingår i släktet Suezichthys och familjen läppfiskar. IUCN kategoriserar arten globalt som livskraftig. Inga underarter finns listade i Catalogue of Life.